# Katharina Klafsky
Dans le nom hongrois Klafsky Katharina, le nom de famille précède le prénom, mais cet article utilise l’ordre habituel en français Katharina Klafsky, où le prénom précède le nom.
Katharina Klafsky, née le 19 septembre 1855 à Mosonszentjános et morte le 22 septembre 1896 à Hambourg, est une chanteuse d'opéra hongroise.

## Carrière
Elle interprète majoritairement les rôles des œuvres de Richard Wagner, chantant même occasionnellement à Bayreuth. En 1896, elle est engagée par l'Opéra de Hambourg. Elle meurt la même année, des suites des complications d'une opération de trépanation en vue de la guérison d'un abcès au cerveau.

## Hommages
Le cratère vénusien Klafsky a été nommé en son honneur.

## Référence
- FindTheData : Where does the name for the astrogeological feature Klafsky come from?

1. ↑  (de) Ludwig Julius Eisenberg, Großes biographisches Lexikon der deutschen Buhne im XIX. Jahrhundert, Leipzig, Paul List, 1903, 1180 p., « Klafsky Katharina », p. 509-510.
2. 1 2 3  « Nouvelles diverses – Nécrologie », Le Ménestrel, no 39,‎ 27 septembre 1896 (lire en ligne)